# Pandemia di COVID-19 nell'Isola di Man
La pandemia di COVID-19 ha raggiunto la dipendenza della corona britannica dell'Isola di Man il 19 marzo 2020, quando un uomo di ritorno dalla Spagna via Liverpool è risultato positivo. La trasmissione comunitaria è stata confermata per la prima volta il 22 marzo 2020 sull'isola. 
Il governo ha annunciato la chiusura dei confini e dei porti dell'isola ai nuovi arrivi a partire dal 27 marzo 2020, ad eccezione del trasporto merci e dei lavoratori chiave.

## Antefatti
Il 12 gennaio 2020, l'Organizzazione mondiale della sanità (OMS) ha confermato che un nuovo coronavirus era la causa di una malattia respiratoria in un gruppo di persone nella città di Wuhan, provincia di Hubei, Cina, che è stata segnalata all'OMS il 31 dicembre 2019.
Il tasso di mortalità per COVID-19 è stato molto più basso della SARS del 2003, ma la trasmissione è stata significativamente maggiore, con un significativo numero di morti totali. Dal 19 marzo, la Public Health England non ha più classificato COVID-19 come una "malattia infettiva ad alto rischio". 
Il 5 maggio 2023, l'Organizzazione mondiale della sanità dichiara ufficialmente la fine della pandemia.

## Cronologia

### Marzo 2020
Il 19 marzo è stato confermato il primo caso di coronavirus sull'Isola di Man. Il paziente è rientrato domenica mattina da un viaggio in Spagna  con un volo che ha fatto scalo a Liverpool. Le misure introdotte nell'Isola di Man per proteggersi dal virus includono l'autoisolamento obbligatorio di 14 giorni per coloro che viaggiano verso l'isola e ulteriori test per il virus.
Il 23 marzo, il governo ha annunciato che i confini dell'isola sarebbero stati chiusi ai non residenti. Il governo dell'Isola di Man ha confermato tramite Twitter che tutte le scuole dell'isola sarebbero state chiuse entro la fine del 23 marzo 2020.

### Aprile 2020
Il 1º aprile, il primo ministro Howard Quayle ha annunciato la prima morte correlata al COVID-19 sull'isola di Man. Il 6 aprile sono stati segnalati 12 casi e 6 persone stavano ricevendo cure al Noble Hospital.
Il 15 aprile, il Dipartimento della salute e dell'assistenza sociale ha annunciato di aver assunto l'amministrazione di una delle principali case di cura dell'isola, Abbotswood Care Home, "per la sicurezza dei suoi residenti".
Il 18 aprile, il ministro della Salute David Ashford ha confermato che quel giorno c'erano due morti nelle case di cura - il primo registrato sull'isola fuori dall'ospedale - e che c'erano 37 casi confermati presso la casa di cura di Abbotswood. 11 persone erano in cura in ospedale e sono stati ricevuti un totale di 2.319 test con 296 positivi, di cui 12 avevano meno di 20 anni e 74 avevano più di 65 anni.
Il 20 aprile è entrata in funzione l'unità di test COVID-19 di nuova creazione dell'Isola di Man, con una previsione di ritorno del test di 24 ore e una capacità per un minimo di 200 test al giorno. I test precedenti sono stati inviati a un laboratorio del Regno Unito con una risposta che normalmente richiede tre giorni per arrivare. I test hanno lo scopo di guidare le politiche pubbliche che il governo adotterà in relazione alla pandemia.
Il 21 aprile, il primo ministro ha annunciato al Tynwald che il picco di infezioni da Covid sarebbe dovuto esserci tra il 7 e il 10 maggio. Più tardi quel giorno, in una conferenza stampa quotidiana, annunciò un allentamento del blocco "Stay At Home" per consentire ai lavoratori edili di tornare al lavoro a partire da venerdì 24 aprile.